# Milon de Crotone
Pour les articles homonymes, voir Milon.
Milon de Crotone (grec ancien : Μίλων) est un athlète grec du VIe siècle av. J.-C., né probablement dans les années 550 av. J.-C., originaire de la cité de Crotone.
Milon remporta de nombreux titres lors des Jeux panhelléniques dans les décennies 530 à 510 av. J.-C. dans les épreuves de lutte (πάλη / pálê). Seules ses victoires lors des concours « stéphanites » où la seule récompense était une couronne nous sont parvenues : six ou sept couronnes à Olympie, six ou sept à Delphes, neuf à Némée et dix à l'Isthme. Aucune victoire lors de concours « chrématites », avec une récompense en argent, comme les Panathénées, n'est répertoriée, alors même qu'il est plus que probable que Milon en a remporté. Il arriva que lors d'une compétition aucun adversaire ne se présentât pour lutter contre lui : il était alors proclamé vainqueur par défaut (« akoniti », littéralement « victoire sans poussière »).
Milon aurait finalement été vaincu par un lutteur plus jeune et plus rusé, originaire comme lui de Crotone : Timasithéos.
Milon est le sujet de très nombreuses légendes concernant sa force herculéenne ou son énorme appétit. La plus célèbre est celle de sa mort, dévoré par des loups à cause de son hybris. Milon fut, voire est encore, le premier exemple de l'archétype du sportif, modèle à imiter ou contre-modèle à éviter, mais modèle mis en avant dans un but moral.

## Biographie

### Sources
Les sources disponibles pour écrire une biographie de Milon de Crotone sont très rares, très éloignées dans le temps de la période évoquée et surtout très fragmentaires. Bien souvent, elles sont surtout indirectes : c'est à partir des biographies des personnes qu'il a connues (principalement Pythagore) qu'il est possible de conjecturer les événements de la vie de l'athlète.
Les sources « contemporaines » de Milon se limitent à un fragment de la base de sa statue à Olympie et à une épigramme de Simonide à propos de cette même statue. Au siècle suivant, Hérodote écrit que Démocédès est son gendre ; il est aussi évoqué dans un fragment de Démocrite. En fait, la plupart des sources datent surtout des Ier au IVe siècles apr. J.-C..
Ainsi, Strabon l'évoque en quelques phrases au livre VI de sa Géographie et le qualifie de « plus célèbre des athlètes », au début du Ier siècle apr. J.-C.. Au siècle suivant (IIe siècle apr. J.-C.), Pausanias dans sa Description de la Grèce donne de nombreuses informations sur ses victoires et sa défaite. Durant ce même siècle, Aelius Aristide fait son éloge et le range aux côtés des autres plus célèbres lutteurs et pancratistes : Glaucos de Carystos, Polydamas de Scotoussa et Dorieus de Rhodes. Ce sont les mêmes encore que Lucien de Samosate compare, à la même époque. Toujours au IIe siècle, Aulu-Gelle dans ses Nuits attiques le qualifie d'« athlète illustre ». Philostrate d'Athènes, au milieu du IIIe siècle, commence son Sur la gymnastique, en le plaçant dans la lignée des grands athlètes qu'il fait remonter aux héros légendaires Pélée, Thésée et Héraclès. Un siècle plus tard, Milon est décrit comme le meilleur des lutteurs par Basile de Césarée. Eustathe de Thessalonique au XIIe siècle en parle encore comme l'athlète le plus célèbre et le plus fort,.

### Citoyen de Crotone
Milon était originaire de la cité de Crotone, en Grande-Grèce (dans ce cas, le sud de la péninsule italienne),. La Souda explique que lorsque les fondateurs de Syracuse (Archias de Corinthe) et de Crotone (Myscélos) consultèrent l'oracle de Delphes avant de partir créer ces « colonies », ils eurent à choisir entre la richesse, que prit Archias et la santé que préféra Myscélos. La Souda ajoute que les performances des athlètes de la cité est la preuve de ce choix. Strabon lui aussi vante les qualités du bon air de la cité pour expliquer ses succès athlétiques. Au VIe siècle av. J.-C., cette cité domina les Jeux olympiques, plaçant par exemple sept coureurs aux sept premières du stadion en 576 av. J.-C.. Les performances du lutteur se déroulèrent donc dans un contexte citoyen où le sport était encouragé.
Milon, fils de Diotime, était probablement issu d'une très bonne famille de Crotone,,. Il est considéré comme disciple de Pythagore dont il aurait épousé la fille Myia. Le médecin Démocédès serait son gendre,,,,.
Sa force légendaire servit à sa cité dans son affrontement contre sa rivale Sybaris. Milon aurait mené en 510 av. J.-C. à la victoire une troupe pourtant trois fois moins nombreuse, vêtu d'une peau de lion, une couronne olympique sur la tête et armé d'un gourdin pour rappeler Héraclès,,,,.

### Athlète

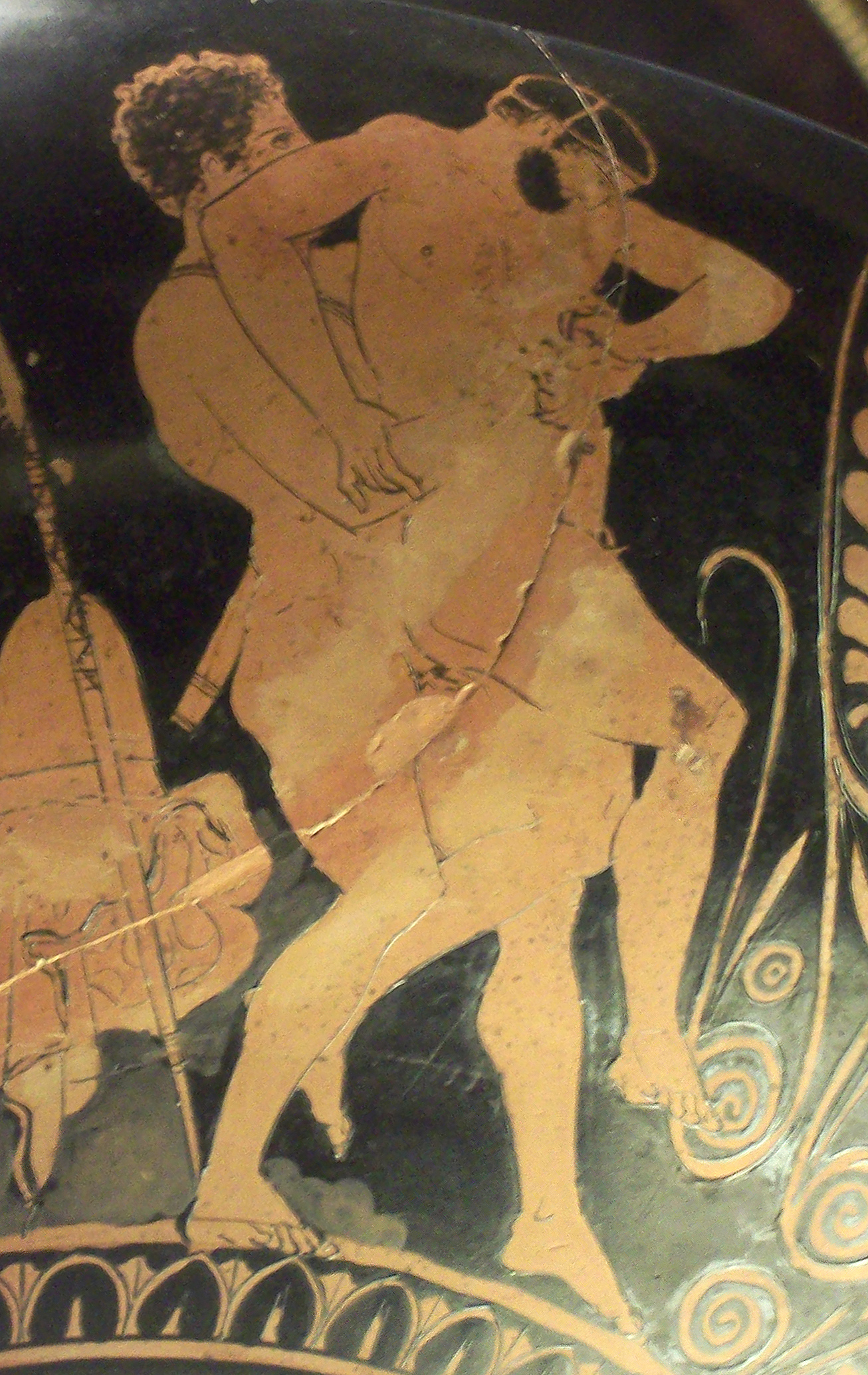
Thésée lutte avec Cercyon, kylix attique à figures rouges, vers 430 av. J.-C., Musée archéologique national de Madrid.

La carrière de Milon se déroula durant la seconde moitié du VIe siècle av. J.-C. Ce siècle est considéré comme un tournant dans l'histoire du rôle politique, social et citoyen du sport. En effet, alors que les jeux olympiques étaient jusque là les seuls concours, les autres festivals de la période furent alors fondés ou refondés : les jeux pythiques (vers 586 av. J.-C.), les jeux de Némée (vers ki 580 av. J.-C.) et les jeux isthmiques (vers 573 av. J.-C.). Les Panathénées remonteraient à 566 av. J.-C. Les premiers stades et les premiers gymnases furent construits tandis que les premières statues commémorant les vainqueurs étaient érigées et les premiers poèmes les célébrant étaient composés,. Deux hypothèses sont avancées pour expliquer ce développement du sport. La première repose sur l'apparition de la phalange hoplitique nécessitant des citoyens-soldats en bonne forme physique. La seconde s'appuie sur les transformations des cités à l'époque archaïque qui auraient laissé moins d'espace à une gloire militaire ou politique individuelle : il aurait alors fallu aller chercher une renommée ailleurs, dans les victoires sportives par exemple. En parallèle, les cités connurent aussi un fort essor économique offrant à une partie des citoyens non seulement du temps libre mais aussi les possibilités matérielles pour développer une activité sportive, alors que ce fut durant ce même siècle que se multiplièrent les interdictions faites aux esclaves de se dénuder et de s'entraîner dans les gymnases, faisant définitivement de l'activité physique un privilège de citoyen. Ce fut aussi au VIe siècle av. J.-C. que parurent, avec Xénophane, les premières critiques du sport, preuve de sa diffusion. Milon serait alors devenu l'incarnation de ces évolutions. Ses succès, sa gloire, ses méthodes d'entraînement ou ses excès amenant les critiques morales auraient été la mise en place de l'archétype du sportif, modèle à imiter ou contre-modèle à éviter.
Milon pratiquait la lutte (πάλη / pálê), une des activités physiques et sportives, avec le stadion, les plus anciennes et les plus prestigieuses de son temps. Toutes deux ont donné leur nom au lieu où elles se pratiquaient : stade et palestre. Elles existaient aussi, aux jeux olympiques en même temps en tant que discipline autonome et au sein du pentathlon. La lutte fut la première discipline sportive, autre qu'une course, à être introduite dans le programme de ces mêmes jeux, en 708 av. J.-C., en même temps que le pentathlon,. Il semblerait que la lutte, cinquième épreuve chronologiquement du pentathlon, aurait pu servir surtout à départager des athlètes qui auraient été à égalité du nombre de victoires dans les épreuves précédentes (dans l'ordre : saut en longueur, javelot, disque, stadion). Elle était un des premiers sports que pratiquaient les enfants de citoyens dans la palestre du gymnase .
La lutte jouait un rôle culturel central. On la retrouve dans de nombreuses expressions populaires : la « troisième chute » ainsi servait à qualifier une défaite définitive ; la lutte servait de métaphore en littérature pour la guerre ou le sexe. Les représentations artistiques d'affrontement (Thésée contre Cercyon, Héraclès contre Achéloos ou Antée voire le lion de Némée) reprennent les codes de la lutte,.

#### Victorieux

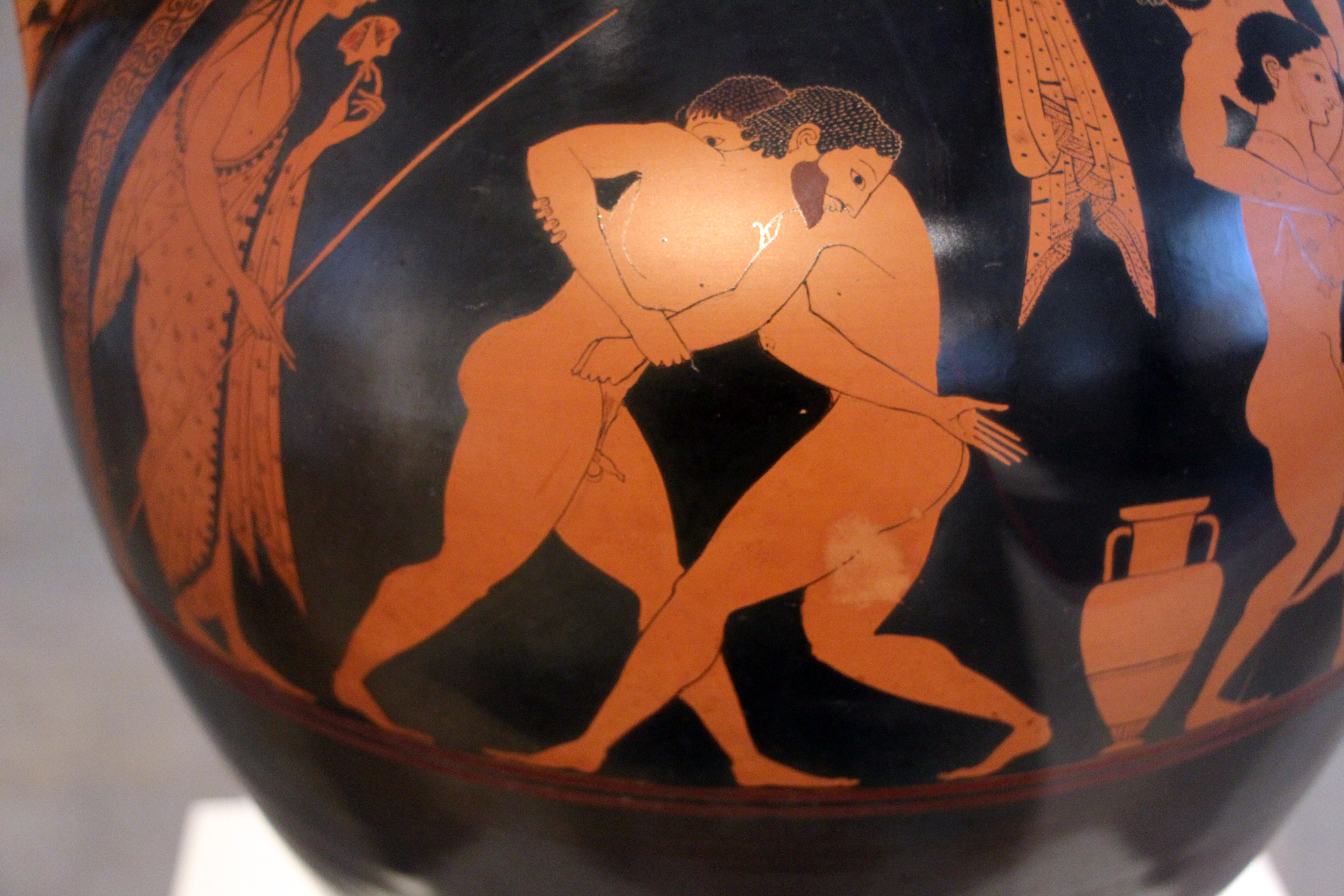
Lutteurs, Peintre d'Andokidès, amphore à figures rouges, Athènes, fin du,
Antikensammlung Berlin, Altes Museum.

La liste des victoires de Milon est l'information biographique la plus répandue à son sujet. Pourtant, elle est très probablement incomplète. En effet, elle ne comprend que les victoires lors des concours « stéphanites » où la seule récompense était une couronne, d'olivier (Olympie), de laurier (Delphes) ou d'ache (Némée et Isthme). Aucune victoire lors de concours « chrématites », avec une récompense en argent, comme les Panathénées, ne figure dans la liste, alors même qu'il est plus que probable que Milon en a remportée. Ce palmarès, même incomplet, est impressionnant par sa durée et sa régularité. Malgré tout, le nombre de ces victoires ainsi que leur date restent discutés par les historiens car les sources antiques diffèrent.
Par ordre chronologique, les auteurs antiques évoquant les victoires stéphanites de Milon sont : Simonide (556-467 av. J.-C.), Diodore de Sicile (Ier siècle av. J.-C.), Pausanias (IIe siècle apr. J.-C.), Eusèbe de Césarée (265-339), Jean d'Antioche (VIIe siècle), La Souda (fin du Xe siècle) et Jean Tzétzès (XIIe siècle),.
Tous les auteurs évoquent les victoires olympiques, mais leur nombre varie : sept pour Simonide, six pour Diodore, six (une « enfant » et cinq « adultes ») pour Pausanias, six pour Eusèbe, Jean d'Antioche, la Souda et Jean Tzétzès. Pausanias est le seul auteur à parler des victoires dans l'épreuve réservée aux « enfants » (« παῖδες, paides ») : une à Olympie et une à Delphes. Au total, le Périégète lui confère six titres (un « enfant » et cinq « adultes ») à Oympie et 7 titres aux jeux pythiques (un « enfant » et six « adultes »),,. Eusèbe de Césarée est le seul à donner un palmarès « complet » pour les quatre concours pentétériques de la « période » : six victoires à Olympie, six victoires à Delphes, dix victoires (probablement « enfant » et « adulte ») aux jeux isthmiques et neuf (probablement « enfant » et « adulte ») à Némée,,. Jean d'Antioche fait la même liste, les jeux delphiques non compris : six victoires à Olympie, dix victoires aux jeux isthmiques et neuf à Némée. Milon fut un des très rares athlètes antiques à avoir remporté des victoires dans les catégories « enfant » et « adulte ». Aux Jeux olympiques, pour lesquels on dispose de listes de vainqueurs, de 776 av. J.-C jusqu'à 269 ap. J.-C., seuls six ou sept ont réussi cet exploit. Avec les divers vainqueurs connus lors des quatre concours de la « période », on considère que dix-sept sportifs ont remporté des victoires dans les deux catégories.
Milon fut quatre fois consécutives « periodonikès » : vainqueur à chacun des quatre jeux pentétériques (Olympie, Delphes, Némée, Isthme) au cours de la « période » d'une même olympiade. Il arriva que lors d'une compétition, aucun adversaire ne se présentât pour lutter contre lui : il était alors proclamé vainqueur par défaut (« akoniti », littéralement « victoire sans poussière »),,.

#### Dates de ses victoires
Selon une scholie à la IVe Idylle de Théocrite, Milon aurait obtenu son premier titre olympique dans l'épreuve réservée aux « enfants » lors des 60es jeux olympiques en 540 av. J.-C.,,,,. Milon fut à nouveau couronné lors de cinq ou six jeux olympiques consécutifs dans les épreuves des adultes entre 536 ou 532 av. J.-C. et 520 ou 516 voire 512 av. J.-C.,,,,.
Selon les sources, la définition de cette catégorie « paides » varie. Damiskos de Messène, vainqueur à douze ans selon Pausanias du stadion des enfants en 388 av. J.-C., est le plus jeune vainqueur olympique connu,,. Toujours selon Pausanias, Nikasylos de Rhodes, lutteur dans sa dix-huitième année, ne fut pas autorisé à concourir dans la catégorie « enfant » ; il fut versé dans la catégorie adulte qu'il remporta,. Malgré tout, pendant longtemps, les historiens se fondant sur le règlement des Sebasta, les « Jeux Augustes », concours considérés comme isolympiques de Néapolis au Ier siècle apr. J.-C., ont compris la catégorie « enfant » comme entre 17 et 20 ans,. Cette interprétation cependant repose sur des deux extrapolations : la première parce qu'elle s'appuie sur un texte lacunaire et la seconde sur le fait que les Sebasta auraient été isolympiques alors qu'ils comprenaient des épreuves de danse et musique. Stephen G. Miller, en 2004, place la limite entre les catégories « enfant » et « adulte » à 17 ans. Pour J. M. Roubineau, en 2016, un enfant aurait entre 12 et 18 ans. Nigel Crowther en 1988 et Mark Golden en 2004 suggèrent que les catégories aient pu être définies non pas seulement en fonction de l'âge, mais aussi de la morphologie du sportif,. Cette réflexion sur les catégories d'âge est importante pour dater les victoires de Milon, ainsi que pour déterminer sa date de naissance. Si on suit la scholie à la IVe Idylle de Théocrite qui date la victoire « enfant » aux 60es Jeux en 540 av. J.-C. et qu'on utilise la définition de la catégorie « enfant » comme entre 17 et 20 ans, alors Milon serait né entre 560 et 557 av. J.-C.
Selon J. M. Roubineau, si on suit la scholie à la IVe Idylle de Théocrite qui date la victoire « enfant » aux 60es Jeux en 540 av. J.-C. et si on prend la date de la première victoire « adulte » selon Eusèbe de Césarée aux 62es Jeux en 532 av. J.-C., cela laisse les 61es Jeux sans victoire de Milon en 536 av. J.-C. Il est difficile d'imaginer une victoire d'un enfant de douze ans aux 60es Jeux face à des lutteurs presque adultes. Il faut considérer que Milon aurait au moins quatorze ans lors de sa première victoire, à Delphes ou à Olympie et seize ans pour sa seconde victoire « enfant » dans l'autre concours ; pour enchaîner sur une première victoire « adulte » à dix-huit ans dans un des concours puis vingt ans dans l'autre. J. M. Roubineau suggère donc des victoires de Milon à Olympie aux 61es Jeux en 536 av. J.-C. dans la catégorie « enfant » puis en tant qu'adulte aux 62es, 63es, 64es, 65es, 66es et 67es Jeux de 532 à 512 av. J.-C. Il propose en parallèle des victoires à Delphes en 538 av. J.-C. en catégorie « enfant » puis aux six Jeux pythiques suivants de 534 à  514 av. J.-C. J. M. Roubineau préfère cette version à l'alternative de 534 en catégorie « enfant » à 510 av. J.-C., considérant que Milon serait alors un peu trop vieux pour ses derniers combats. Il serait possible d'envisager aussi des victoires (« enfant » et « adulte ») dans les deux autres concours qui seraient consécutives jusqu'en 517 pour Némée et 516 av. J.-C. pour l'Isthme. Ces hypothèses de datation permettent aussi à l'historien français de calculer une date de naissance de Milon aux alentours de 553-552 av. J.-C. puisqu'il aurait eu autour de quatorze lors de sa première victoire pythique en 538 av. J.-C. et quarante lors de sa dernière victoire olympique en 512 av. J.-C..

#### Six ou sept victoires olympiques?
La plupart des auteurs antiques lui accordent six victoires à Olympie ; de même, la plupart des historiens contemporains suivent Pausanias qui lui accorde six (une « enfant » et cinq « adultes ») victoires.
Cependant, Simonide dans son épigramme évoque l'inscription sur la base de la statue commémorative de Milon et parle de sept victoires. Simonide est l'auteur le plus proche chronologiquement, presque contemporain, de Milon. Or, le plus souvent, le nombre de victoires qu'il lui confère n'est pas retenu, car la paternité des textes de Simonide n'est pas certaine. Ainsi, l'historien Denys Page considère que la plupart des textes supposés être de Simonide seraient en fait plus tardifs, hellénistiques ou romains. Selon lui, un auteur hellénistique aurait été tenté de donner symboliquement à Milon sept victoires (comme les sept Merveilles du monde ou les sept Sages). L'épigramme pourrait aussi tout à fait être de Simonide, mais avoir subi une simple erreur de copie à un moment de son histoire : « six fois » s'écrivant « hexakis » et « sept fois » « heptakis »,,. Pausanias précise, lorsqu'il évoque le combat de Milon contre son compatriote Timasithéos qu'il venait alors concourir à Olympie pour la septième fois.
Il convient cependant de se demander si Pausanias parle ici de sa septième participation à Olympie au total ou de sa septième participation à Olympie en tant qu'adulte. En effet, trois siècles plus tard, Eusèbe de Césarée lui accorde lui aussi six victoires ; mais Eusèbe ne parle jamais des victoires des athlètes en catégorie « enfant », considérées quantité négligeable. Si Eusèbe n'évoque que les victoires « adultes », au nombre de six, avec la victoire « enfant », on arriverait au total de sept. Il serait alors possible que l'erreur ne vînt pas Simonide, contemporain de Milon, mais de Pausanias qui, plus de six siècles plus tard, aurait mal lu (déchiffré ?) la base de la statue du lutteur : « hexakis » au lieu de « heptakis ».
Milon finit par acquérir une réputation d'invicibilité : Pline l'Ancien le dit « invincible » et Solin écrit qu'il a été « vainqueur dans toutes les luttes qu'il soutint »,.

#### Vaincu

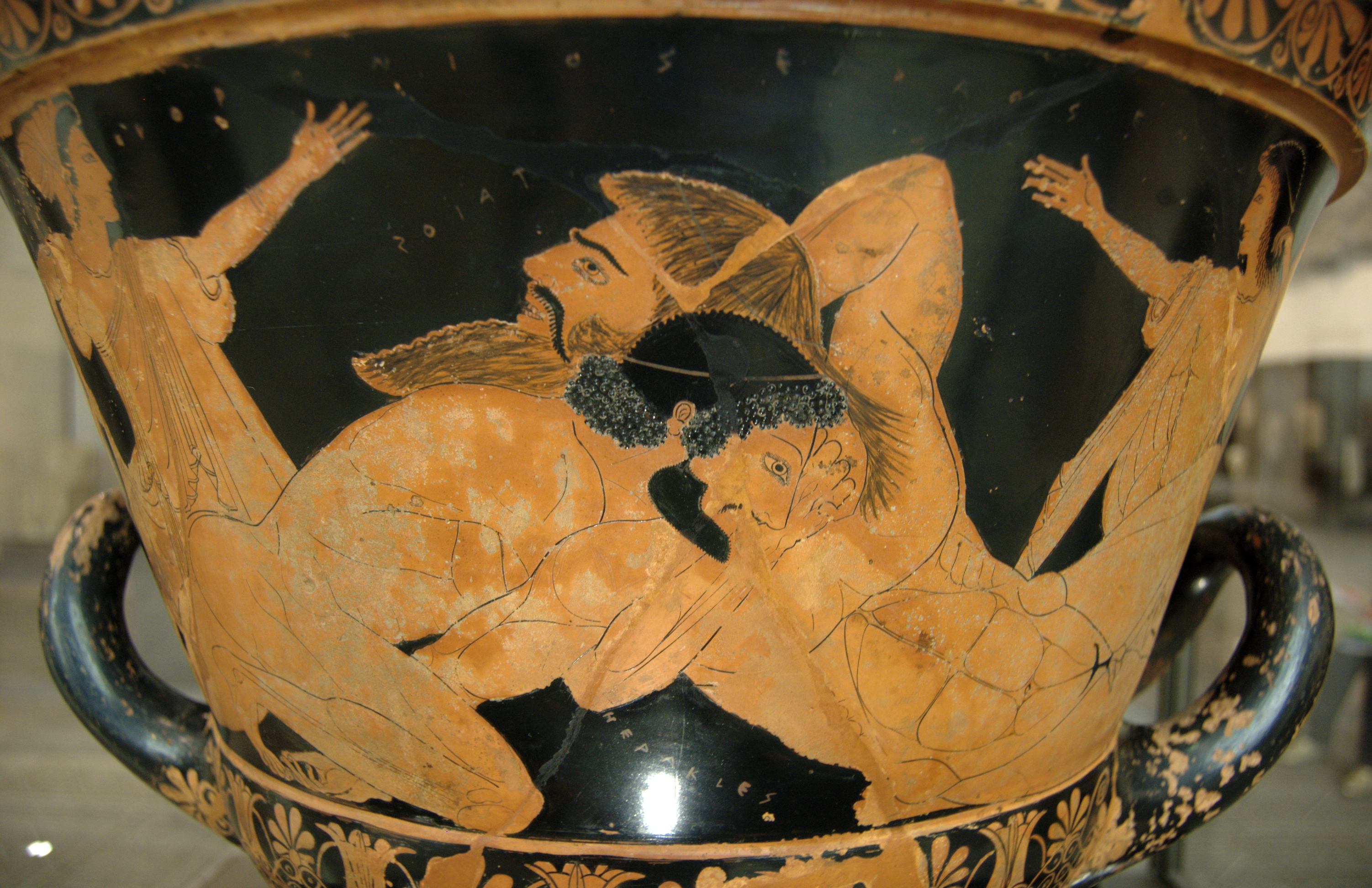
Héraclès étouffant Antée, cratère à figures rouges d'Euphronios, 515-510 av. J.-C., musée du Louvre (G 103).

Milon fut finalement vaincu par son compatriote Timasithéos lors des 67e jeux en 512 av. J.-C. Ce dernier réussit à l'épuiser en refusant le contact, en utilisant la technique dite de l'« akrocheirismos » (lutte à bout de bras). Milon était en effet trop lourd et trop puissant pour être affronté directement,,,,,. Cette technique, « danser » autour de son adversaire en le maintenant à bout de bras, s'imposa ensuite dans les combats de lutte. Aussi les commentateurs considèrent que ce ne serait pas tant Milon qui aurait été vaincu lors de ce combat mais son style de lutte. Un des thèmes récurrents des biographies de Milon est ici mis en place : il représente la force brute et il est vaincu par l'intelligence de Timasithéos,.
Pourtant, cette défaite ne satisfait pas certains historiens qui cherche à la « corriger » tout en jouant sur l'ambiguité de son nombre de victoires,. Ainsi, Gianfranco Maddoli en 1992 s'interroge sur l'ambiguité du terme employé par Pausanias : « καταπαλαῖσαι », littéralement « lutter (παλαὶειν) vers le bas (κατα) ». Selon l'historien italien, ce serait Timasithéos qui ne serait pas présenté, offrant à Milon une « dernière » victoire, mais « akoniti », donc qui n'aurait pas vraiment compté. Tom Stevenson en 2012 propose un affrontement lors des 66e jeux en 516 av. J.-C., suggérant soit une dernière victoire de Milon, soit un match nul. Ces hypothèses, dans les deux cas, permettraient aussi de réconcilier la version de Simonide (sept victoires) et celle de Pausanias (six victoires).
Cependant, il existe à la fin du VIe siècle av. J.-C. un autre Timasithéos, originaire de Delphes et pancratiaste, ayant remporté deux titres à Olympie et trois à Delphes,,,. Jean-Manuel Roubineau en 2016 propose l'interprétation suivante. Comme Pausanias l'indique, Milon aurait bien été vaincu par un Timasithéos, cependant pas par son compatriote à la lutte, mais par le Delphien au pancrace. L'historien suggère que pour ses derniers Jeux, Milon aurait voulu égaler la performance du modèle idéal, de son modèle, Héraclès, qui lors des premiers Jeux qu'il aurait refondés aurait remporté et la lutte et le pancrace,,. Milon aurait alors pu porter le titre de paradoxonikès, « vainqueur extraordinaire » ou « successeur d'Héraclès (oi aph' Héracléous) ». On peut aussi voir dans cette potentielle participation à deux épreuves une volonté de se renouveler ou d'accroître sa légende. Milon aurait remporté la lutte, mais aurait été vaincu au pancrace. En effet, le style d'affrontement évoqué, à bout de bras avec un refus du contact, n'est guère possible dans le cadre de la lutte, mais plus plausible dans celui du pancrace. Le pancratiste aguerri pouvant frapper à distance aurait alors eu un avantage certain sur un lutteur, au style plus lourd et plus lent. Cette situation (une victoire et une défaite), ainsi que la présence à l'époque de deux Timasithéos, aurait entraîné les confusions ensuite chez les auteurs antiques. Il pourrait aussi y avoir eu, peut-être même de la part des Crotoniates, une réécriture de l'histoire : Milon l'invincible n'aurait pu être vaincu que par un de ses compatriotes, son digne héritier. Et ce serait à cette source que Pausanias aurait puisé ses informations.

## Légendes
Milon est devenu légendaire en raison de sa force extraordinaire. Cependant, bien souvent, ces légendes étaient utilisées comme illustration d'une morale qui voulait que ces prouesses physiques étaient surtout l'illustration d'une intelligence limitée. Elles étaient aussi le signe de l'hybris qui ne pouvait que le mener à une fin tragique. Milon sert ainsi, en fonction du but moral recherché, soit de modèle à imiter, soit de modèle à éviter.
Lors d'une de ses victoires olympiques par défaut, Milon, en allant chercher sa couronne, aurait glissé et serait tombé. Des spectateurs auraient crié qu'il avait dès lors perdu. Milon se serait tourné vers la foule pour rappeler que le règlement précisait que les deux épaules devaient toucher trois fois le sol et qu'elles n'avaient touché qu'une fois. Il invitait donc n'importe quel spectateur à venir lui mettre les épaules à terre deux fois supplémentaires. Le public se serait alors tu,,. Cette anecdote morale est aussi très ambiguë : elle présente un athlète maladroit au moment d'un triomphe tout en lui accordant une capacité de répartie inattendue de la part d'un sportif plutôt associé à la force brute. De plus, moralement, elle met en avant l'hybris de Milon, confiant dans sa force et donc préfigurant sa mort.
Il aurait mangé en une seule fois vingt livres (ou vingt mines) de viande, autant de pain et quinze pintes de vin suffisaient à peine à le rassasier. Un jour, ayant parcouru toute la longueur d'un stade, portant sur ses épaules un taureau de trois (ou quatre ans), il l'assomma d'un coup de poing, et le mangea tout entier dans la journée,,,. Cependant, sa gloutonnerie devint aussi un des aspects récurrents dans ses biographies, servant à justifier sa déchéance finale.
Il aurait apporté lui-même sur l'Altis, sur son dos, la statue commémorant sa victoire olympique,,.
Il aurait commencé sa carrière en portant sur ses épaules chaque jour un jeune veau. Le veau étant devenu adulte, il continuait à le soulever aisément, cet entraînement légendaire étant à l'origine du proverbe grec « qui l'a bien porté veau peut le porter taureau ».
D'après Pline l'Ancien, il aurait toujours emporté avec lui des gastrolithes de coq (cailloux que l'animal conserve dans son gésier pour faciliter la digestion) : il aurait considéré que cela lui portait chance,,.
Il aurait tenu une grenade dans sa main, et, par la seule application de ses doigts, sans écraser ni presser ce fruit, il la tenait si bien que personne ne pouvait la lui arracher,,,.
Il aurait mis le pied sur un disque graissé d'huile, et par conséquent très glissant ; cependant, quelque effort que l'on fît, il n'était pas possible de l'ébranler, ni de lui faire lâcher pied,,.
Il se serait ceint la tête d'une corde, en guise de ruban ; puis  retenait sa respiration : dans cet état violent, le sang se portant au front lui enflait tellement les veines, que la corde rompait,,,.
Ces trois dernières légendes pourraient en fait faire référence à une seule chose : le style des statues archaïques d'athlète (voire la statue même de Milon sur l'Altis) : le bandeau de la victoire autour de la tête ; une pomme (première récompense à Olympie) ou une grenade à la main ; le disque symbolisant la base,.
Il se serait tenu le bras droit dans le dos, la main ouverte, le pouce levé, les doigts joints, et alors nul homme n'eût pu lui séparer le petit doigt d'avec les autres ; ou à l'inverse, le petit doigt écarté, il demandait qu'on essayât de le rapprocher des autres, sans succès,.
Il eut une occasion de faire un usage de ses forces. Un jour que les disciples de Pythagore mangeaient en commun, le plafond de la salle menaça de s'effondrer. Milon le soutint lui seul, donna aux pythagoriciens le temps de se retirer et se sauva après eux,. Un des rares cas où la force brute de Milon servit à des intellectuels.
La postérité le tient pour le meilleur athlète (au sens de combattant) de l'Antiquité, devançant, dans le quatuor canonique des champions : Théagène de Thasos, le premier à s'être imposé dans deux disciplines différentes (pugilat et pancrace) ; Glaucos de Carystos, le gigantesque boxeur ; et Polydamas de Scotoussa, le pancratiaste, appelé « l'homme le plus grand ayant jamais vécu » selon Pausanias.

## Mort

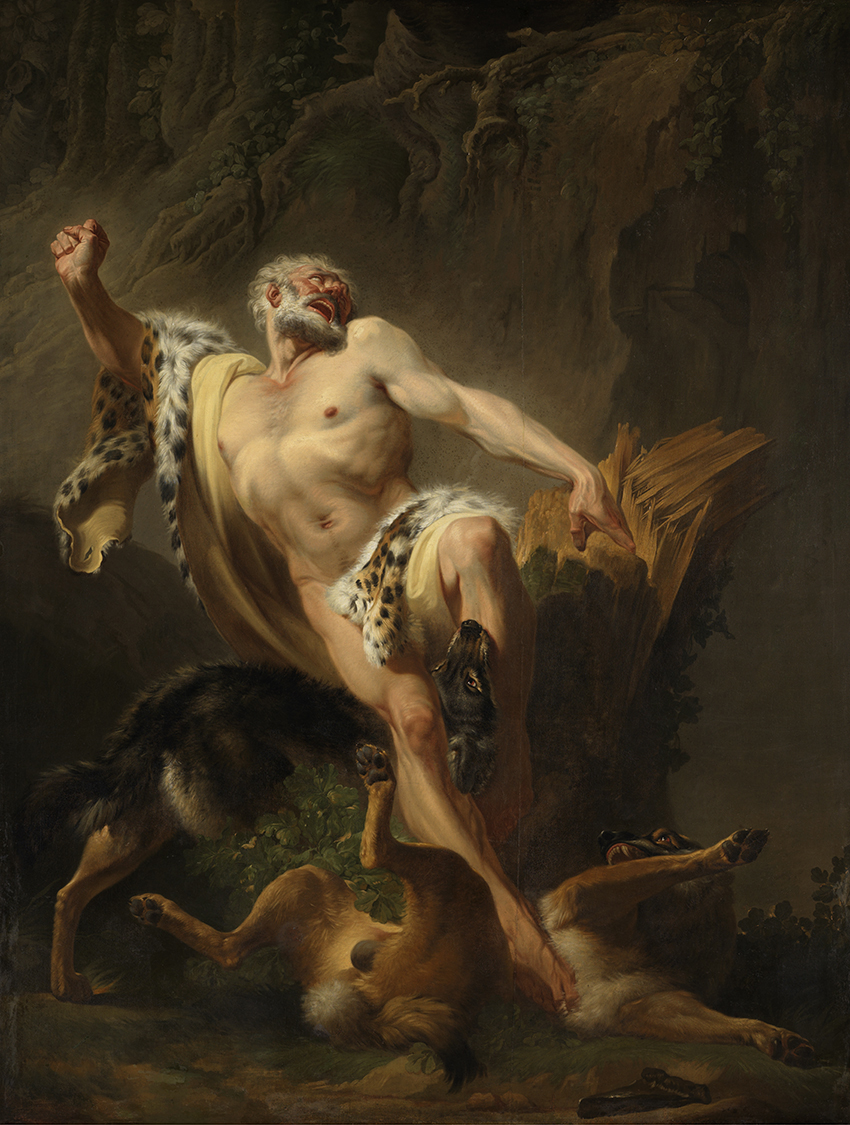
Joseph-Benoît Suvée, Milon de Crotone, 1763, Musée Groeninge.

Selon la légende, Milon, parvenu à un âge avancé, traversait l'Italie et, ayant trouvé en chemin un vieux chêne abattu et entrouvert, il entreprit d'achever de le fendre avec ses mains ; mais l'arbre retrouva son état d'origine, et l'athlète n'ayant pas eu le temps de retirer ses doigts, resta finalement prisonnier de l'arbre, ses mains étant prises comme dans un étau : il ne put se dégager, et, incapable de se défendre, il fut dévoré par des loups,,,. H. A. Harris suggère que cette légende serait une exagération. Pour lui, Milon, voyageant seul, aurait été attaqué par une meute de loups et n'aurait pas réussi à leur échapper en se réfugiant dans un arbre. Son corps aurait été découvert dévoré au pied d'un arbre,.
Milon est probablement mort dans l'incendie criminel de sa maison où les principaux chefs du parti pythagoricien étaient alors réunis, lors d'une guerre civile à Crotone, dominée par l'hétairie des Pythagoriciens.

## Évocations artistiques

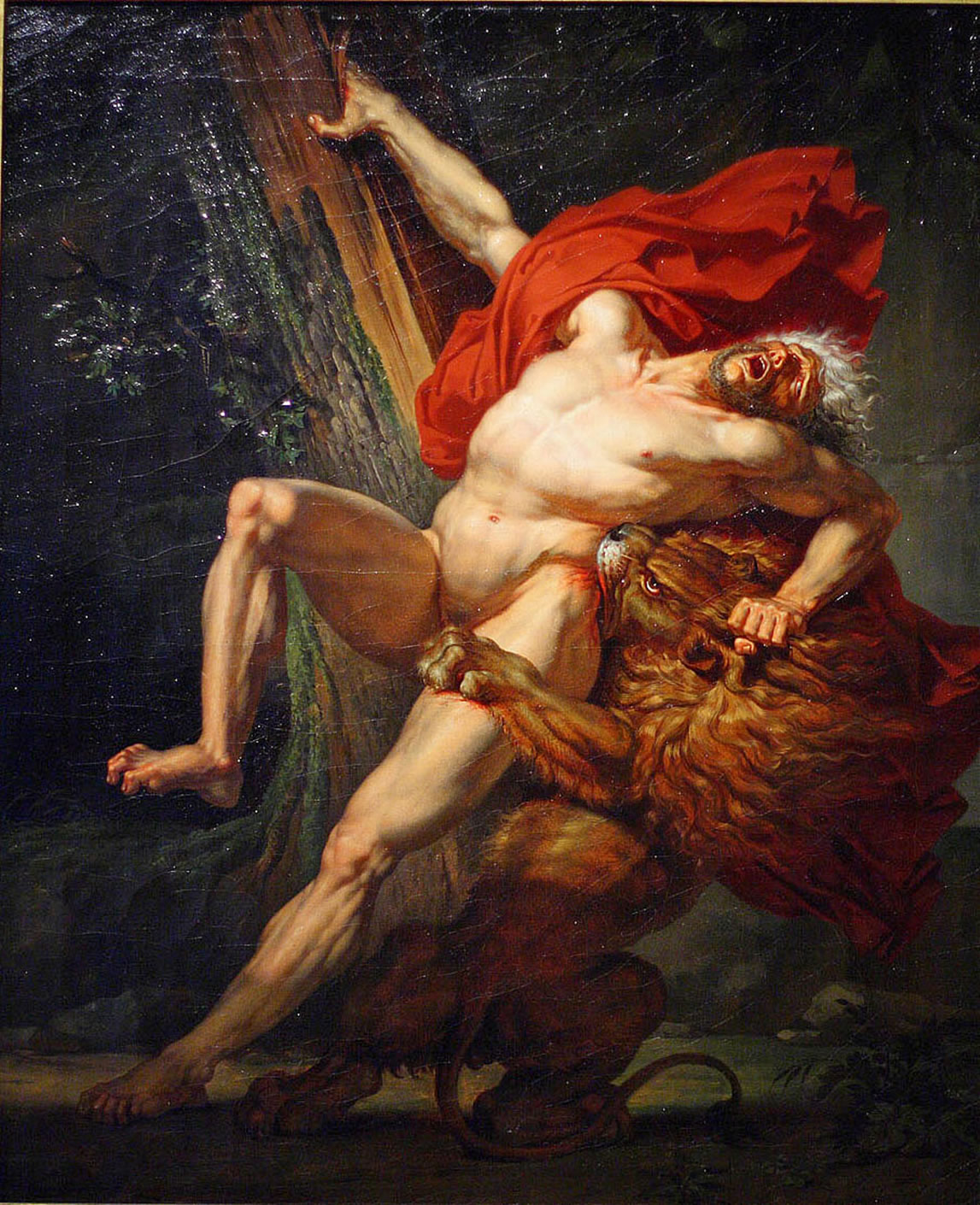
Charles Meynier, Milon de Crotone voulant essayer sa force est surpris et dévoré par un lion, 1795, (Musée des beaux-arts de Montréal).

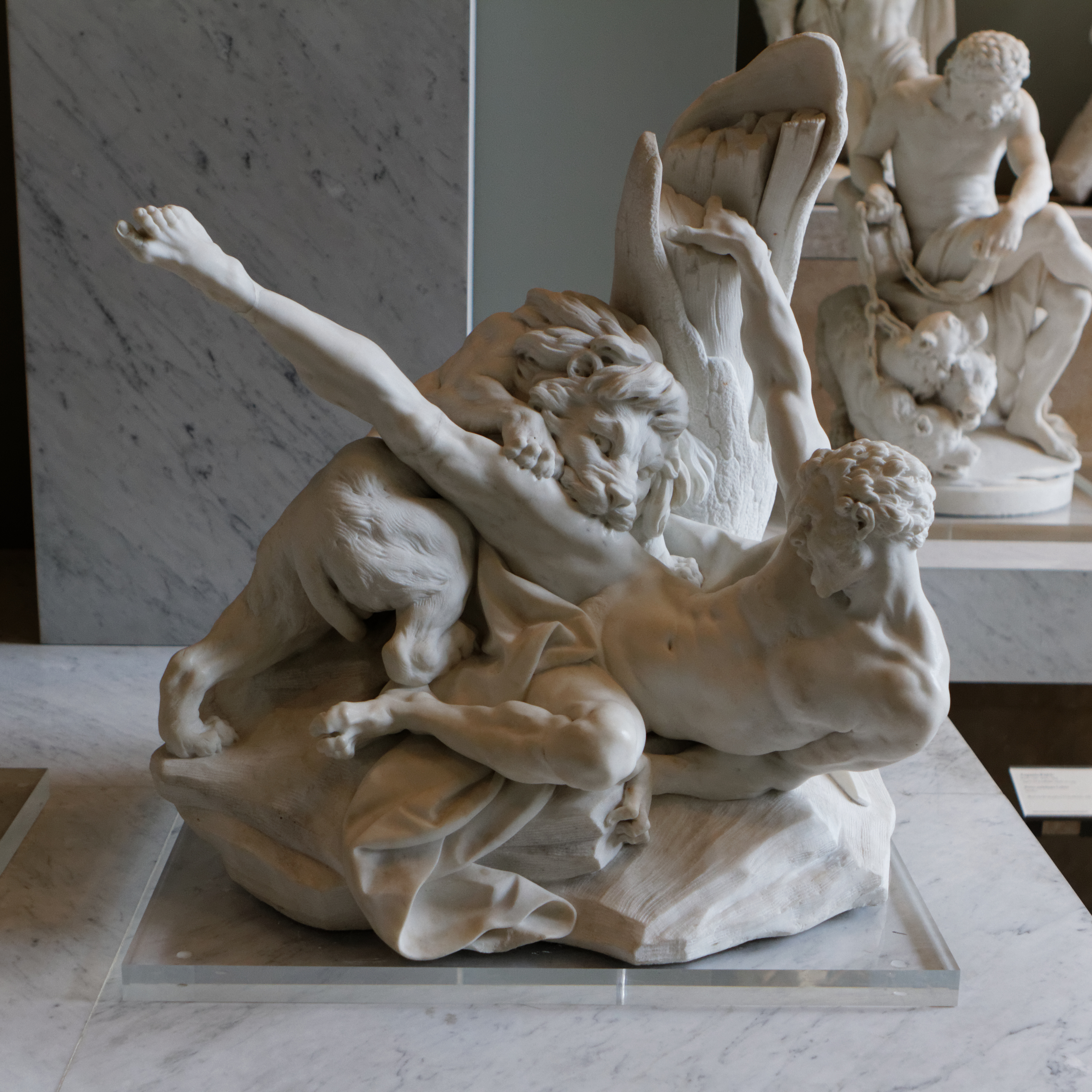
Étienne Maurice Falconet, Milon de Crotone (1754), marbre, Paris, musée du Louvre.

Christodore aux Ve – VIe siècles, dans ses épigrammes sur les bains de Zeuxippe à Constantinople décrit une statue d'un lutteur barbu célèbre, se demandant s'il s'agit de Milon. Cette statue faisait partie de la série installée par Constantin au IVe siècle rendant hommage aux grandes figures mytghologiques ou historiques de l'antiquité : on y trouvait Aphrodite, Homère, Ulysse, Pindare, Pythagore ou Jules César, etc. La statue de Milon faisait partie d'un groupe où figuraient deux lutteurs mythologiques tirés de l’Énéide de Virgile : Darès et Entellus dont il était ainsi fait l'égal.
Dans un tableau réalisé vers 1535 par le Pordenone (Milon dévoré par le lion, conservé à l'université de Chicago), l'artiste a remplacé les loups par des lions.
Joseph-Benoît Suvée le peint en 1763 dévoré aussi par un lion.
Pierre Puget le montre aussi dévoré par des lions dans sa statue conservée au Louvre : Milon de Crotone (1682), tout comme Étienne Maurice Falconet au XVIIIe siècle.
En littérature, Rabelais, Shakespeare (Troïlus et Cressida, acte 2, scène 3), Johann David Wyss (Le Robinson suisse en 1812) et Emily Brontë (Les Hauts de Hurlevent) l'évoquent dans leurs œuvres.
Le couplet XXVII, attribué au chansonnier Paroisse, des Cent et une petites misères (1846) évoque Milon qui tue, transporte et mange un bœuf en une journée.

### Sources antiques
- Aelius Aristide, Contre ceux qui profanent l'éloquence, 23.
- Aulu-Gelle, Nuits attiques, XV, 16.
- Basile de Césarée, Lettres, « lettre à Libanios », 339.
- Diodore de Sicile, Bibliothèque historique [détail des éditions] [lire en ligne] (12, 9, 5-6).
- Eusèbe de Césarée, Chronique, Livre I. Lire en ligne.
- Eustathe de Thessalonique, Commentaire à la description de la terre de Denys la Périégète, 369.
- Hérodote, Histoires [détail des éditions] [lire en ligne] (3, 137).
- Jean d'Antioche, Chronique universelle, fragment 36.
- Jean Tzétzès, Chiliades, II, 562.
- Lucien de Samosate, Pour les portraits, 19 ; Hérodote ou Aétion, 8.
- Pausanias, Description de la Grèce [détail des éditions] [lire en ligne] (6, 14, 5-8).
- Philostrate d'Athènes, Sur la gymnastique, 1.
- Pline l'Ancien, Histoire naturelle [détail des éditions] [lire en ligne].
- Simonide, Épigramme, Anthologie palatine, 16-24.
- Solin, Polyhistor, I, 75-76.
- Souda, s.v. Μιλωυν (μ 1066).
- Strabon, Géographie [détail des éditions] [lire en ligne] (VI, 1, 12).